# Avant Charlemagne
Avant Charlemagne est un jeu de rôle français créé par François Nedelec et paru en 1986 chez Robert Laffont dans la collection Simulations dirigée par Gérard Klein. C'est un des rares jeux de rôle édité par un éditeur généraliste, avec, bien entendu, son prédécesseur Empire Galactique (même auteur, même collection, même éditeur) publié en 1984.
Les illustrations intérieures et de couverture sont de François Dermaut et les dessins (cartes, bestiaire fantastique...) de Jackie Paternoster.
Le matériel de jeu consiste en un unique livre de 431 pages, en format roman broché. Cette présentation était très inhabituelle dans le monde du jeu de rôle à l'époque, plutôt habitué à des livrets de format albums de bandes dessinées, distinguant les informations destinées aux joueurs, au meneur de jeu, sur le système, sur l'univers, etc. et parfois regroupés en coffret ou en boîte. Elle présentait un avantage économique considérable : le livre (donc le jeu complet) fut mis en vente en 1986 pour la somme de 115 francs !
Outre la présentation en un seul livre (originalité déjà considérable), Avant Charlemagne s'inscrit dans deux tendances du jeu de rôle :
- En pleine vague de simulationnisme, il tend vers une simplification de son système de jeu mais sans pour autant devenir simpliste[2].
- Il opte pour une représentation symbolique[3] de son univers de jeu à l'opposé de la représentation conceptuelle dominante dans les jeux de la lignée de Dungeons and Dragons. Il s'inscrit davantage dans le droit fil de jeux comme RuneQuest et, bien sûr, Empire galactique.

## Univers proposé

### Époque
Ce jeu se déroule sur une période couvrant le Haut Moyen Âge occidental soit environ entre l'an 450 et l'an 800. L'Europe est à la sortie de l'Antiquité. Elle a été façonnée par la guerre des Gaules, la Pax Romana, les migrations germaniques, les grandes invasions (Francs, Huns, Wisigoths, Vandales…) et la chute de l'Empire romain d'Occident, mais avant les invasions Viking et avant la fondation de l'Empire d'Occident par Charlemagne…

### Espace
Il a pour cadre un territoire correspondant à l'Empire romain et à ses voisins proches, soit approximativement un espace allant des pays nordiques au Sahara (du Nord au Sud) et de l'océan Atlantique à l'Oural et aux steppes d'Asie centrale (d'Ouest en Est) .
La description de la vie quotidienne proposée dans le livre restreint cependant cet espace et concerne essentiellement l'Europe occidentale sur un territoire ayant l'actuelle France comme pivot géographique.

### Peuples
Les joueurs peuvent incarner des personnages issus de six principaux groupes de peuples de l'époque :
- Les Celtes (gaulois, bretons, celtibères, gallois, etc.)
- Les Germains (francs, wisigoths, ostrogoths, vandales, alamans, alains, suèvres, angles, saxons, etc.)
- Les Méditerranéens (byzantins, grecs, romains, araméens, phéniciens...)
- Les Arabes
- Les Slaves
- Les Asiatiques (huns, mongols, perses, tartares, avars, türks...)

Cette classification, quoique bien explicitée et documentée dans le livre, est bien sûr une simplification à des fins ludiques et elle peut être discutée. Deux points en particulier posent question : 
- L'absence des peuples nordiques (les futurs vikings) pourtant déjà actifs sur cette période (dite pré-viking ou Age de Vendel en Suède par exemple  avec les varègues et les rus en particulier). Sont-ils assimilables aux Celtes ou aux Germains ?
- Les peuples tels que les touaregs, les berbères, les kabyles sont-ils assimilés aux Arabes ou aux Méditerranéens ?

L'auteur François Nedelec invite d'ailleurs les joueurs à affiner et enrichir les possibilités ethniques proposées, y compris en fournissant une bibliographie à cet effet.

### Catégorie ludique
C'est un jeu historique très documenté et très réaliste au plan de la vie quotidienne et des réalités historiques mais il intègre des incursions dans le domaine du fantastique grâce au biais suivant : les croyances de l'époque sont considérées réelles, comme le monde des fées, le bestiaire fantastique et la sorcellerie. Il rejoint dans cette catégorie un autre des tout premiers jeux de rôle français Légendes.

## Système de jeu

### La création des personnages
Elle présente l'originalité de commencer par une sélection de compétences avant de quantifier les caractéristiques alors que les jeux de rôle en vogue à cette époque procédaient dans l'autre sens.

### La résolution des actions et des situations
Pour une mise en perspective conceptuelle de ce paragraphe, voir mécanisme de simulation dans les jeux de rôle
C'est un système à deux niveaux, destiné à permettre aux débutants de jouer rapidement une première partie mais aussi de pouvoir affiner les procédures de résolution d'actions et les effets produits quand ces mêmes joueurs auront acquis un peu plus de pratique.
Ce système est identique à celui de la seconde édition d'Empire galactique. Il se joue avec des dés à six faces (d6).

#### Premier niveau:R.O.L.E.(Règle Optionnelle Limitée à l'Essentiel)
Ce système de jeu de rôle générique a été présenté dans le magazine Casus Belli par François Nedelec et Didier Guiserix. Facétieusement sous-titré "Le plus petit jeu de rôle du monde", il présente en deux pages un système de jeu, une feuille de personnage, un scénario d'initiation (avec un plan) et des conseils pour débuter. La création du personnage est réduite au minimum avec deux caractéristiques : "Mental" et "Physique". Une moyenne est prévue pour les situations sollicitant les deux. Le système de jeu propose une règle unique de résolution d'action ou de situation : le jet de dés sous caractéristique. Un résultat inférieur est un succès, un résultat supérieur est un échec. Une table unique de difficulté/résultat permet d'une part d'attribuer un bonus/malus au jet sous caractéristique et d'autre part d'interpréter la marge de succès ou d'échec du résultat.
Ce système peut exister par lui-même, dans n'importe quel univers, et il a servi de base au système adopté par les jeux Empire galactique, Mega II et, bien sûr, Avant Charlemagne.
Il est considéré comme un développement de la Charte angoumoise (présentée dans le magazine Runes) laquelle est également à la base du système de jeu du jeu de rôle Légendes mais avec un jet de d20 alors que R.O.L.E. utilise deux d6.

#### Second niveau: Jets sous caractéristique, tests de compétence et jets d'évasion
Le second niveau du système de jeu affine les mécanismes de simulation. Il distingue :
- Les actions automatiques (celles qui ne posent aucun problème sauf circonstances exceptionnelles), telles que manger, dormir, marcher, etc. Aucun mécanisme de simulation n'est sollicité.
- Les actions non-automatiques (ou incertaines quant à leur issue et leurs conséquences). Elles peuvent être résolues par :

1. Les jets sous caractéristique : Lorsqu'il tente un jet sous caractéristique, le joueur indique l'action qu'il souhaite réaliser et le maître de jeu décide de la caractéristique sollicitée. Il peut aussi attribuer un bonus/malus à l'action représentant la difficulté estimée de l'action dans les circonstances où elle est engagée. Le joueur jette deux d6 et le total des dés doit être inférieur à la caractéristique du personnage, éventuellement modifiée du bonus/malus.
2. Les tests de compétences : Lorsqu'il tente un test de compétence, le joueur choisit une précision et le Maître de jeu décide d'une difficulté. Il existe trois niveaux de précision et trois niveaux de difficulté. Une table 3×3 indique le nombre de dés à jeter et le total des dés doit être inférieur à la compétence du personnage. Le bonus/malus de difficulté peut être également utilisé.
3. Les jets d'évasion : cette dernière procédure est sollicitée quand le Maître de jeu de parvient pas à faire "rentrer" l'action souhaitée par le joueur dans l'une des deux catégories précédentes ou bien quand le joueur souhaite échapper à une action tentée contre lui. Le résultat d'un jet de trois d6 est alors confronté au niveau d'évasion du personnage. Si le résultat est inférieur, l'action réussie ou le personnage évite les conséquences, s'il est supérieur, l'action échoue ou le personnage subit les conséquences. Selon les cas, le niveau d'évasion « physique » (moyenne des trois caractéristiques physiques) ou d'évasion "mentale" (moyenne des trois caractéristiques mentales) du personnage est sollicité. Le bonus/malus de difficulté peut toujours être utilisé.

L'écart entre le résultat du jet de dé et le niveau sollicité de la caractéristique, de la compétence ou de l'évasion permet au Maître de jeu d'interpréter le résultat. Le principe est le suivant : plus l'écart est grand, plus les effets (positifs ou négatifs) du résultat de l'action sont importants.

## Avant Charlemagne,Cry Havocet Croisades
Avant Charlemagne est mentionné dans le jeu de guerre stratégique Croisades (lui-même un développement de la série des jeux de guerre tactiques et sub-tactiques Cry Havoc). Il est présenté comme le système de jeu de rôle permettant d'ajouter une dimension individuelle (de jeu de rôle, donc) aux campagnes stratégiques de Croisades.

## Accueil critique
Avant Charlemagne fut un échec commercial. Il a souffert de plusieurs critiques et difficultés :
- Il n'a quasiment bénéficié d'aucun suivi ni développement en matériel et en scénarios, ce qui est toujours rédhibitoire pour un jeu de rôle.
- Son système de jeu a subi de nombreuses critiques sur plusieurs points :

1. La symbolique qui l'accompagne n'apporte pas grand-chose (ce que l'auteur François Nedelec reconnait lui-même[11]) et donne au tout une teinte ésotérique qui a pu rebuter.
2. Il lui a été reproché de lier arbitrairement la difficulté d'une action et l'ampleur de ses conséquences.
3. La systématisation autour des nombres 6 d'abord, puis 3 et 9, ainsi que des combinaisons 3x3, 6x6, a pu amener un sentiment de mécanique arbitraire, etc.

- La présentation en un seul volume format roman a dérangé les habitudes du monde du jeu de rôle de l'époque (bien qu'elle fût un avantage économique).
- La commercialisation des Éditions Robert Laffont ne s'est pas adaptée au fait qu'il s'agissait d'un jeu profitant d'un effet de mode ludique et non pas d'un roman.

Il faut cependant souligner que de nombreuses critiques retenaient l'intérêt et l'originalité de l'univers proposé,.